# Mat de la primera fila
En escacs, el mat de la primera (o la vuitena) fila (o també mat del passadís) és un escac i mat fet per una torre o una dama al llarg de la primera (o vuitena) fila (és a dir, la fila en què les peces (no els peons) estan col·locades a l'inici de la partida) i en la qual el rei que rep el mat no pot moure's a la segona fila de l'escaquer perquè és bloquejat per les seves pròpies peces (normalment, peons) (Burgess 2009:16). A continuació hi ha una posició típica d'exemple.
|   | a                                                                                                   | b                                                                                                   | c                                                                                                   | d                                                                                                   | e                                                                                                   | f                                                                                                   | g                                                                                                   | h                                                                                                   |   |
| 8 | d8 black circle · g8 negres rei · d7 blanques torre · f7 negres peó · g7 negres peó · h7 negres peó | d8 black circle · g8 negres rei · d7 blanques torre · f7 negres peó · g7 negres peó · h7 negres peó | d8 black circle · g8 negres rei · d7 blanques torre · f7 negres peó · g7 negres peó · h7 negres peó | d8 black circle · g8 negres rei · d7 blanques torre · f7 negres peó · g7 negres peó · h7 negres peó | d8 black circle · g8 negres rei · d7 blanques torre · f7 negres peó · g7 negres peó · h7 negres peó | d8 black circle · g8 negres rei · d7 blanques torre · f7 negres peó · g7 negres peó · h7 negres peó | d8 black circle · g8 negres rei · d7 blanques torre · f7 negres peó · g7 negres peó · h7 negres peó | d8 black circle · g8 negres rei · d7 blanques torre · f7 negres peó · g7 negres peó · h7 negres peó | 8 |
| 7 | d8 black circle · g8 negres rei · d7 blanques torre · f7 negres peó · g7 negres peó · h7 negres peó | d8 black circle · g8 negres rei · d7 blanques torre · f7 negres peó · g7 negres peó · h7 negres peó | d8 black circle · g8 negres rei · d7 blanques torre · f7 negres peó · g7 negres peó · h7 negres peó | d8 black circle · g8 negres rei · d7 blanques torre · f7 negres peó · g7 negres peó · h7 negres peó | d8 black circle · g8 negres rei · d7 blanques torre · f7 negres peó · g7 negres peó · h7 negres peó | d8 black circle · g8 negres rei · d7 blanques torre · f7 negres peó · g7 negres peó · h7 negres peó | d8 black circle · g8 negres rei · d7 blanques torre · f7 negres peó · g7 negres peó · h7 negres peó | d8 black circle · g8 negres rei · d7 blanques torre · f7 negres peó · g7 negres peó · h7 negres peó | 7 |
| 6 | d8 black circle · g8 negres rei · d7 blanques torre · f7 negres peó · g7 negres peó · h7 negres peó | d8 black circle · g8 negres rei · d7 blanques torre · f7 negres peó · g7 negres peó · h7 negres peó | d8 black circle · g8 negres rei · d7 blanques torre · f7 negres peó · g7 negres peó · h7 negres peó | d8 black circle · g8 negres rei · d7 blanques torre · f7 negres peó · g7 negres peó · h7 negres peó | d8 black circle · g8 negres rei · d7 blanques torre · f7 negres peó · g7 negres peó · h7 negres peó | d8 black circle · g8 negres rei · d7 blanques torre · f7 negres peó · g7 negres peó · h7 negres peó | d8 black circle · g8 negres rei · d7 blanques torre · f7 negres peó · g7 negres peó · h7 negres peó | d8 black circle · g8 negres rei · d7 blanques torre · f7 negres peó · g7 negres peó · h7 negres peó | 6 |
| 5 | d8 black circle · g8 negres rei · d7 blanques torre · f7 negres peó · g7 negres peó · h7 negres peó | d8 black circle · g8 negres rei · d7 blanques torre · f7 negres peó · g7 negres peó · h7 negres peó | d8 black circle · g8 negres rei · d7 blanques torre · f7 negres peó · g7 negres peó · h7 negres peó | d8 black circle · g8 negres rei · d7 blanques torre · f7 negres peó · g7 negres peó · h7 negres peó | d8 black circle · g8 negres rei · d7 blanques torre · f7 negres peó · g7 negres peó · h7 negres peó | d8 black circle · g8 negres rei · d7 blanques torre · f7 negres peó · g7 negres peó · h7 negres peó | d8 black circle · g8 negres rei · d7 blanques torre · f7 negres peó · g7 negres peó · h7 negres peó | d8 black circle · g8 negres rei · d7 blanques torre · f7 negres peó · g7 negres peó · h7 negres peó | 5 |
| 4 | d8 black circle · g8 negres rei · d7 blanques torre · f7 negres peó · g7 negres peó · h7 negres peó | d8 black circle · g8 negres rei · d7 blanques torre · f7 negres peó · g7 negres peó · h7 negres peó | d8 black circle · g8 negres rei · d7 blanques torre · f7 negres peó · g7 negres peó · h7 negres peó | d8 black circle · g8 negres rei · d7 blanques torre · f7 negres peó · g7 negres peó · h7 negres peó | d8 black circle · g8 negres rei · d7 blanques torre · f7 negres peó · g7 negres peó · h7 negres peó | d8 black circle · g8 negres rei · d7 blanques torre · f7 negres peó · g7 negres peó · h7 negres peó | d8 black circle · g8 negres rei · d7 blanques torre · f7 negres peó · g7 negres peó · h7 negres peó | d8 black circle · g8 negres rei · d7 blanques torre · f7 negres peó · g7 negres peó · h7 negres peó | 4 |
| 3 | d8 black circle · g8 negres rei · d7 blanques torre · f7 negres peó · g7 negres peó · h7 negres peó | d8 black circle · g8 negres rei · d7 blanques torre · f7 negres peó · g7 negres peó · h7 negres peó | d8 black circle · g8 negres rei · d7 blanques torre · f7 negres peó · g7 negres peó · h7 negres peó | d8 black circle · g8 negres rei · d7 blanques torre · f7 negres peó · g7 negres peó · h7 negres peó | d8 black circle · g8 negres rei · d7 blanques torre · f7 negres peó · g7 negres peó · h7 negres peó | d8 black circle · g8 negres rei · d7 blanques torre · f7 negres peó · g7 negres peó · h7 negres peó | d8 black circle · g8 negres rei · d7 blanques torre · f7 negres peó · g7 negres peó · h7 negres peó | d8 black circle · g8 negres rei · d7 blanques torre · f7 negres peó · g7 negres peó · h7 negres peó | 3 |
| 2 | d8 black circle · g8 negres rei · d7 blanques torre · f7 negres peó · g7 negres peó · h7 negres peó | d8 black circle · g8 negres rei · d7 blanques torre · f7 negres peó · g7 negres peó · h7 negres peó | d8 black circle · g8 negres rei · d7 blanques torre · f7 negres peó · g7 negres peó · h7 negres peó | d8 black circle · g8 negres rei · d7 blanques torre · f7 negres peó · g7 negres peó · h7 negres peó | d8 black circle · g8 negres rei · d7 blanques torre · f7 negres peó · g7 negres peó · h7 negres peó | d8 black circle · g8 negres rei · d7 blanques torre · f7 negres peó · g7 negres peó · h7 negres peó | d8 black circle · g8 negres rei · d7 blanques torre · f7 negres peó · g7 negres peó · h7 negres peó | d8 black circle · g8 negres rei · d7 blanques torre · f7 negres peó · g7 negres peó · h7 negres peó | 2 |
| 1 | d8 black circle · g8 negres rei · d7 blanques torre · f7 negres peó · g7 negres peó · h7 negres peó | d8 black circle · g8 negres rei · d7 blanques torre · f7 negres peó · g7 negres peó · h7 negres peó | d8 black circle · g8 negres rei · d7 blanques torre · f7 negres peó · g7 negres peó · h7 negres peó | d8 black circle · g8 negres rei · d7 blanques torre · f7 negres peó · g7 negres peó · h7 negres peó | d8 black circle · g8 negres rei · d7 blanques torre · f7 negres peó · g7 negres peó · h7 negres peó | d8 black circle · g8 negres rei · d7 blanques torre · f7 negres peó · g7 negres peó · h7 negres peó | d8 black circle · g8 negres rei · d7 blanques torre · f7 negres peó · g7 negres peó · h7 negres peó | d8 black circle · g8 negres rei · d7 blanques torre · f7 negres peó · g7 negres peó · h7 negres peó | 1 |
|   | a                                                                                                   | b                                                                                                   | c                                                                                                   | d                                                                                                   | e                                                                                                   | f                                                                                                   | g                                                                                                   | h                                                                                                   |   |

|   | a | b | c | d | e | f | g | h |   |
| 8 | e8 blanques dama · h8 negres rei · a7 negres peó · b7 negres peó · c7 negres peó · g7 negres peó · h7 negres peó · d6 negres peó · c5 negres alfil · e5 negres peó · e4 blanques peó · d3 blanques peó · f3 blanques peó · h3 blanques peó · a2 blanques peó · b2 blanques peó · c2 blanques peó · f2 blanques peó · a1 blanques torre · f1 blanques torre · g1 blanques rei | e8 blanques dama · h8 negres rei · a7 negres peó · b7 negres peó · c7 negres peó · g7 negres peó · h7 negres peó · d6 negres peó · c5 negres alfil · e5 negres peó · e4 blanques peó · d3 blanques peó · f3 blanques peó · h3 blanques peó · a2 blanques peó · b2 blanques peó · c2 blanques peó · f2 blanques peó · a1 blanques torre · f1 blanques torre · g1 blanques rei | e8 blanques dama · h8 negres rei · a7 negres peó · b7 negres peó · c7 negres peó · g7 negres peó · h7 negres peó · d6 negres peó · c5 negres alfil · e5 negres peó · e4 blanques peó · d3 blanques peó · f3 blanques peó · h3 blanques peó · a2 blanques peó · b2 blanques peó · c2 blanques peó · f2 blanques peó · a1 blanques torre · f1 blanques torre · g1 blanques rei | e8 blanques dama · h8 negres rei · a7 negres peó · b7 negres peó · c7 negres peó · g7 negres peó · h7 negres peó · d6 negres peó · c5 negres alfil · e5 negres peó · e4 blanques peó · d3 blanques peó · f3 blanques peó · h3 blanques peó · a2 blanques peó · b2 blanques peó · c2 blanques peó · f2 blanques peó · a1 blanques torre · f1 blanques torre · g1 blanques rei | e8 blanques dama · h8 negres rei · a7 negres peó · b7 negres peó · c7 negres peó · g7 negres peó · h7 negres peó · d6 negres peó · c5 negres alfil · e5 negres peó · e4 blanques peó · d3 blanques peó · f3 blanques peó · h3 blanques peó · a2 blanques peó · b2 blanques peó · c2 blanques peó · f2 blanques peó · a1 blanques torre · f1 blanques torre · g1 blanques rei | e8 blanques dama · h8 negres rei · a7 negres peó · b7 negres peó · c7 negres peó · g7 negres peó · h7 negres peó · d6 negres peó · c5 negres alfil · e5 negres peó · e4 blanques peó · d3 blanques peó · f3 blanques peó · h3 blanques peó · a2 blanques peó · b2 blanques peó · c2 blanques peó · f2 blanques peó · a1 blanques torre · f1 blanques torre · g1 blanques rei | e8 blanques dama · h8 negres rei · a7 negres peó · b7 negres peó · c7 negres peó · g7 negres peó · h7 negres peó · d6 negres peó · c5 negres alfil · e5 negres peó · e4 blanques peó · d3 blanques peó · f3 blanques peó · h3 blanques peó · a2 blanques peó · b2 blanques peó · c2 blanques peó · f2 blanques peó · a1 blanques torre · f1 blanques torre · g1 blanques rei | e8 blanques dama · h8 negres rei · a7 negres peó · b7 negres peó · c7 negres peó · g7 negres peó · h7 negres peó · d6 negres peó · c5 negres alfil · e5 negres peó · e4 blanques peó · d3 blanques peó · f3 blanques peó · h3 blanques peó · a2 blanques peó · b2 blanques peó · c2 blanques peó · f2 blanques peó · a1 blanques torre · f1 blanques torre · g1 blanques rei | 8 |
| 7 | e8 blanques dama · h8 negres rei · a7 negres peó · b7 negres peó · c7 negres peó · g7 negres peó · h7 negres peó · d6 negres peó · c5 negres alfil · e5 negres peó · e4 blanques peó · d3 blanques peó · f3 blanques peó · h3 blanques peó · a2 blanques peó · b2 blanques peó · c2 blanques peó · f2 blanques peó · a1 blanques torre · f1 blanques torre · g1 blanques rei | e8 blanques dama · h8 negres rei · a7 negres peó · b7 negres peó · c7 negres peó · g7 negres peó · h7 negres peó · d6 negres peó · c5 negres alfil · e5 negres peó · e4 blanques peó · d3 blanques peó · f3 blanques peó · h3 blanques peó · a2 blanques peó · b2 blanques peó · c2 blanques peó · f2 blanques peó · a1 blanques torre · f1 blanques torre · g1 blanques rei | e8 blanques dama · h8 negres rei · a7 negres peó · b7 negres peó · c7 negres peó · g7 negres peó · h7 negres peó · d6 negres peó · c5 negres alfil · e5 negres peó · e4 blanques peó · d3 blanques peó · f3 blanques peó · h3 blanques peó · a2 blanques peó · b2 blanques peó · c2 blanques peó · f2 blanques peó · a1 blanques torre · f1 blanques torre · g1 blanques rei | e8 blanques dama · h8 negres rei · a7 negres peó · b7 negres peó · c7 negres peó · g7 negres peó · h7 negres peó · d6 negres peó · c5 negres alfil · e5 negres peó · e4 blanques peó · d3 blanques peó · f3 blanques peó · h3 blanques peó · a2 blanques peó · b2 blanques peó · c2 blanques peó · f2 blanques peó · a1 blanques torre · f1 blanques torre · g1 blanques rei | e8 blanques dama · h8 negres rei · a7 negres peó · b7 negres peó · c7 negres peó · g7 negres peó · h7 negres peó · d6 negres peó · c5 negres alfil · e5 negres peó · e4 blanques peó · d3 blanques peó · f3 blanques peó · h3 blanques peó · a2 blanques peó · b2 blanques peó · c2 blanques peó · f2 blanques peó · a1 blanques torre · f1 blanques torre · g1 blanques rei | e8 blanques dama · h8 negres rei · a7 negres peó · b7 negres peó · c7 negres peó · g7 negres peó · h7 negres peó · d6 negres peó · c5 negres alfil · e5 negres peó · e4 blanques peó · d3 blanques peó · f3 blanques peó · h3 blanques peó · a2 blanques peó · b2 blanques peó · c2 blanques peó · f2 blanques peó · a1 blanques torre · f1 blanques torre · g1 blanques rei | e8 blanques dama · h8 negres rei · a7 negres peó · b7 negres peó · c7 negres peó · g7 negres peó · h7 negres peó · d6 negres peó · c5 negres alfil · e5 negres peó · e4 blanques peó · d3 blanques peó · f3 blanques peó · h3 blanques peó · a2 blanques peó · b2 blanques peó · c2 blanques peó · f2 blanques peó · a1 blanques torre · f1 blanques torre · g1 blanques rei | e8 blanques dama · h8 negres rei · a7 negres peó · b7 negres peó · c7 negres peó · g7 negres peó · h7 negres peó · d6 negres peó · c5 negres alfil · e5 negres peó · e4 blanques peó · d3 blanques peó · f3 blanques peó · h3 blanques peó · a2 blanques peó · b2 blanques peó · c2 blanques peó · f2 blanques peó · a1 blanques torre · f1 blanques torre · g1 blanques rei | 7 |
| 6 | e8 blanques dama · h8 negres rei · a7 negres peó · b7 negres peó · c7 negres peó · g7 negres peó · h7 negres peó · d6 negres peó · c5 negres alfil · e5 negres peó · e4 blanques peó · d3 blanques peó · f3 blanques peó · h3 blanques peó · a2 blanques peó · b2 blanques peó · c2 blanques peó · f2 blanques peó · a1 blanques torre · f1 blanques torre · g1 blanques rei | e8 blanques dama · h8 negres rei · a7 negres peó · b7 negres peó · c7 negres peó · g7 negres peó · h7 negres peó · d6 negres peó · c5 negres alfil · e5 negres peó · e4 blanques peó · d3 blanques peó · f3 blanques peó · h3 blanques peó · a2 blanques peó · b2 blanques peó · c2 blanques peó · f2 blanques peó · a1 blanques torre · f1 blanques torre · g1 blanques rei | e8 blanques dama · h8 negres rei · a7 negres peó · b7 negres peó · c7 negres peó · g7 negres peó · h7 negres peó · d6 negres peó · c5 negres alfil · e5 negres peó · e4 blanques peó · d3 blanques peó · f3 blanques peó · h3 blanques peó · a2 blanques peó · b2 blanques peó · c2 blanques peó · f2 blanques peó · a1 blanques torre · f1 blanques torre · g1 blanques rei | e8 blanques dama · h8 negres rei · a7 negres peó · b7 negres peó · c7 negres peó · g7 negres peó · h7 negres peó · d6 negres peó · c5 negres alfil · e5 negres peó · e4 blanques peó · d3 blanques peó · f3 blanques peó · h3 blanques peó · a2 blanques peó · b2 blanques peó · c2 blanques peó · f2 blanques peó · a1 blanques torre · f1 blanques torre · g1 blanques rei | e8 blanques dama · h8 negres rei · a7 negres peó · b7 negres peó · c7 negres peó · g7 negres peó · h7 negres peó · d6 negres peó · c5 negres alfil · e5 negres peó · e4 blanques peó · d3 blanques peó · f3 blanques peó · h3 blanques peó · a2 blanques peó · b2 blanques peó · c2 blanques peó · f2 blanques peó · a1 blanques torre · f1 blanques torre · g1 blanques rei | e8 blanques dama · h8 negres rei · a7 negres peó · b7 negres peó · c7 negres peó · g7 negres peó · h7 negres peó · d6 negres peó · c5 negres alfil · e5 negres peó · e4 blanques peó · d3 blanques peó · f3 blanques peó · h3 blanques peó · a2 blanques peó · b2 blanques peó · c2 blanques peó · f2 blanques peó · a1 blanques torre · f1 blanques torre · g1 blanques rei | e8 blanques dama · h8 negres rei · a7 negres peó · b7 negres peó · c7 negres peó · g7 negres peó · h7 negres peó · d6 negres peó · c5 negres alfil · e5 negres peó · e4 blanques peó · d3 blanques peó · f3 blanques peó · h3 blanques peó · a2 blanques peó · b2 blanques peó · c2 blanques peó · f2 blanques peó · a1 blanques torre · f1 blanques torre · g1 blanques rei | e8 blanques dama · h8 negres rei · a7 negres peó · b7 negres peó · c7 negres peó · g7 negres peó · h7 negres peó · d6 negres peó · c5 negres alfil · e5 negres peó · e4 blanques peó · d3 blanques peó · f3 blanques peó · h3 blanques peó · a2 blanques peó · b2 blanques peó · c2 blanques peó · f2 blanques peó · a1 blanques torre · f1 blanques torre · g1 blanques rei | 6 |
| 5 | e8 blanques dama · h8 negres rei · a7 negres peó · b7 negres peó · c7 negres peó · g7 negres peó · h7 negres peó · d6 negres peó · c5 negres alfil · e5 negres peó · e4 blanques peó · d3 blanques peó · f3 blanques peó · h3 blanques peó · a2 blanques peó · b2 blanques peó · c2 blanques peó · f2 blanques peó · a1 blanques torre · f1 blanques torre · g1 blanques rei | e8 blanques dama · h8 negres rei · a7 negres peó · b7 negres peó · c7 negres peó · g7 negres peó · h7 negres peó · d6 negres peó · c5 negres alfil · e5 negres peó · e4 blanques peó · d3 blanques peó · f3 blanques peó · h3 blanques peó · a2 blanques peó · b2 blanques peó · c2 blanques peó · f2 blanques peó · a1 blanques torre · f1 blanques torre · g1 blanques rei | e8 blanques dama · h8 negres rei · a7 negres peó · b7 negres peó · c7 negres peó · g7 negres peó · h7 negres peó · d6 negres peó · c5 negres alfil · e5 negres peó · e4 blanques peó · d3 blanques peó · f3 blanques peó · h3 blanques peó · a2 blanques peó · b2 blanques peó · c2 blanques peó · f2 blanques peó · a1 blanques torre · f1 blanques torre · g1 blanques rei | e8 blanques dama · h8 negres rei · a7 negres peó · b7 negres peó · c7 negres peó · g7 negres peó · h7 negres peó · d6 negres peó · c5 negres alfil · e5 negres peó · e4 blanques peó · d3 blanques peó · f3 blanques peó · h3 blanques peó · a2 blanques peó · b2 blanques peó · c2 blanques peó · f2 blanques peó · a1 blanques torre · f1 blanques torre · g1 blanques rei | e8 blanques dama · h8 negres rei · a7 negres peó · b7 negres peó · c7 negres peó · g7 negres peó · h7 negres peó · d6 negres peó · c5 negres alfil · e5 negres peó · e4 blanques peó · d3 blanques peó · f3 blanques peó · h3 blanques peó · a2 blanques peó · b2 blanques peó · c2 blanques peó · f2 blanques peó · a1 blanques torre · f1 blanques torre · g1 blanques rei | e8 blanques dama · h8 negres rei · a7 negres peó · b7 negres peó · c7 negres peó · g7 negres peó · h7 negres peó · d6 negres peó · c5 negres alfil · e5 negres peó · e4 blanques peó · d3 blanques peó · f3 blanques peó · h3 blanques peó · a2 blanques peó · b2 blanques peó · c2 blanques peó · f2 blanques peó · a1 blanques torre · f1 blanques torre · g1 blanques rei | e8 blanques dama · h8 negres rei · a7 negres peó · b7 negres peó · c7 negres peó · g7 negres peó · h7 negres peó · d6 negres peó · c5 negres alfil · e5 negres peó · e4 blanques peó · d3 blanques peó · f3 blanques peó · h3 blanques peó · a2 blanques peó · b2 blanques peó · c2 blanques peó · f2 blanques peó · a1 blanques torre · f1 blanques torre · g1 blanques rei | e8 blanques dama · h8 negres rei · a7 negres peó · b7 negres peó · c7 negres peó · g7 negres peó · h7 negres peó · d6 negres peó · c5 negres alfil · e5 negres peó · e4 blanques peó · d3 blanques peó · f3 blanques peó · h3 blanques peó · a2 blanques peó · b2 blanques peó · c2 blanques peó · f2 blanques peó · a1 blanques torre · f1 blanques torre · g1 blanques rei | 5 |
| 4 | e8 blanques dama · h8 negres rei · a7 negres peó · b7 negres peó · c7 negres peó · g7 negres peó · h7 negres peó · d6 negres peó · c5 negres alfil · e5 negres peó · e4 blanques peó · d3 blanques peó · f3 blanques peó · h3 blanques peó · a2 blanques peó · b2 blanques peó · c2 blanques peó · f2 blanques peó · a1 blanques torre · f1 blanques torre · g1 blanques rei | e8 blanques dama · h8 negres rei · a7 negres peó · b7 negres peó · c7 negres peó · g7 negres peó · h7 negres peó · d6 negres peó · c5 negres alfil · e5 negres peó · e4 blanques peó · d3 blanques peó · f3 blanques peó · h3 blanques peó · a2 blanques peó · b2 blanques peó · c2 blanques peó · f2 blanques peó · a1 blanques torre · f1 blanques torre · g1 blanques rei | e8 blanques dama · h8 negres rei · a7 negres peó · b7 negres peó · c7 negres peó · g7 negres peó · h7 negres peó · d6 negres peó · c5 negres alfil · e5 negres peó · e4 blanques peó · d3 blanques peó · f3 blanques peó · h3 blanques peó · a2 blanques peó · b2 blanques peó · c2 blanques peó · f2 blanques peó · a1 blanques torre · f1 blanques torre · g1 blanques rei | e8 blanques dama · h8 negres rei · a7 negres peó · b7 negres peó · c7 negres peó · g7 negres peó · h7 negres peó · d6 negres peó · c5 negres alfil · e5 negres peó · e4 blanques peó · d3 blanques peó · f3 blanques peó · h3 blanques peó · a2 blanques peó · b2 blanques peó · c2 blanques peó · f2 blanques peó · a1 blanques torre · f1 blanques torre · g1 blanques rei | e8 blanques dama · h8 negres rei · a7 negres peó · b7 negres peó · c7 negres peó · g7 negres peó · h7 negres peó · d6 negres peó · c5 negres alfil · e5 negres peó · e4 blanques peó · d3 blanques peó · f3 blanques peó · h3 blanques peó · a2 blanques peó · b2 blanques peó · c2 blanques peó · f2 blanques peó · a1 blanques torre · f1 blanques torre · g1 blanques rei | e8 blanques dama · h8 negres rei · a7 negres peó · b7 negres peó · c7 negres peó · g7 negres peó · h7 negres peó · d6 negres peó · c5 negres alfil · e5 negres peó · e4 blanques peó · d3 blanques peó · f3 blanques peó · h3 blanques peó · a2 blanques peó · b2 blanques peó · c2 blanques peó · f2 blanques peó · a1 blanques torre · f1 blanques torre · g1 blanques rei | e8 blanques dama · h8 negres rei · a7 negres peó · b7 negres peó · c7 negres peó · g7 negres peó · h7 negres peó · d6 negres peó · c5 negres alfil · e5 negres peó · e4 blanques peó · d3 blanques peó · f3 blanques peó · h3 blanques peó · a2 blanques peó · b2 blanques peó · c2 blanques peó · f2 blanques peó · a1 blanques torre · f1 blanques torre · g1 blanques rei | e8 blanques dama · h8 negres rei · a7 negres peó · b7 negres peó · c7 negres peó · g7 negres peó · h7 negres peó · d6 negres peó · c5 negres alfil · e5 negres peó · e4 blanques peó · d3 blanques peó · f3 blanques peó · h3 blanques peó · a2 blanques peó · b2 blanques peó · c2 blanques peó · f2 blanques peó · a1 blanques torre · f1 blanques torre · g1 blanques rei | 4 |
| 3 | e8 blanques dama · h8 negres rei · a7 negres peó · b7 negres peó · c7 negres peó · g7 negres peó · h7 negres peó · d6 negres peó · c5 negres alfil · e5 negres peó · e4 blanques peó · d3 blanques peó · f3 blanques peó · h3 blanques peó · a2 blanques peó · b2 blanques peó · c2 blanques peó · f2 blanques peó · a1 blanques torre · f1 blanques torre · g1 blanques rei | e8 blanques dama · h8 negres rei · a7 negres peó · b7 negres peó · c7 negres peó · g7 negres peó · h7 negres peó · d6 negres peó · c5 negres alfil · e5 negres peó · e4 blanques peó · d3 blanques peó · f3 blanques peó · h3 blanques peó · a2 blanques peó · b2 blanques peó · c2 blanques peó · f2 blanques peó · a1 blanques torre · f1 blanques torre · g1 blanques rei | e8 blanques dama · h8 negres rei · a7 negres peó · b7 negres peó · c7 negres peó · g7 negres peó · h7 negres peó · d6 negres peó · c5 negres alfil · e5 negres peó · e4 blanques peó · d3 blanques peó · f3 blanques peó · h3 blanques peó · a2 blanques peó · b2 blanques peó · c2 blanques peó · f2 blanques peó · a1 blanques torre · f1 blanques torre · g1 blanques rei | e8 blanques dama · h8 negres rei · a7 negres peó · b7 negres peó · c7 negres peó · g7 negres peó · h7 negres peó · d6 negres peó · c5 negres alfil · e5 negres peó · e4 blanques peó · d3 blanques peó · f3 blanques peó · h3 blanques peó · a2 blanques peó · b2 blanques peó · c2 blanques peó · f2 blanques peó · a1 blanques torre · f1 blanques torre · g1 blanques rei | e8 blanques dama · h8 negres rei · a7 negres peó · b7 negres peó · c7 negres peó · g7 negres peó · h7 negres peó · d6 negres peó · c5 negres alfil · e5 negres peó · e4 blanques peó · d3 blanques peó · f3 blanques peó · h3 blanques peó · a2 blanques peó · b2 blanques peó · c2 blanques peó · f2 blanques peó · a1 blanques torre · f1 blanques torre · g1 blanques rei | e8 blanques dama · h8 negres rei · a7 negres peó · b7 negres peó · c7 negres peó · g7 negres peó · h7 negres peó · d6 negres peó · c5 negres alfil · e5 negres peó · e4 blanques peó · d3 blanques peó · f3 blanques peó · h3 blanques peó · a2 blanques peó · b2 blanques peó · c2 blanques peó · f2 blanques peó · a1 blanques torre · f1 blanques torre · g1 blanques rei | e8 blanques dama · h8 negres rei · a7 negres peó · b7 negres peó · c7 negres peó · g7 negres peó · h7 negres peó · d6 negres peó · c5 negres alfil · e5 negres peó · e4 blanques peó · d3 blanques peó · f3 blanques peó · h3 blanques peó · a2 blanques peó · b2 blanques peó · c2 blanques peó · f2 blanques peó · a1 blanques torre · f1 blanques torre · g1 blanques rei | e8 blanques dama · h8 negres rei · a7 negres peó · b7 negres peó · c7 negres peó · g7 negres peó · h7 negres peó · d6 negres peó · c5 negres alfil · e5 negres peó · e4 blanques peó · d3 blanques peó · f3 blanques peó · h3 blanques peó · a2 blanques peó · b2 blanques peó · c2 blanques peó · f2 blanques peó · a1 blanques torre · f1 blanques torre · g1 blanques rei | 3 |
| 2 | e8 blanques dama · h8 negres rei · a7 negres peó · b7 negres peó · c7 negres peó · g7 negres peó · h7 negres peó · d6 negres peó · c5 negres alfil · e5 negres peó · e4 blanques peó · d3 blanques peó · f3 blanques peó · h3 blanques peó · a2 blanques peó · b2 blanques peó · c2 blanques peó · f2 blanques peó · a1 blanques torre · f1 blanques torre · g1 blanques rei | e8 blanques dama · h8 negres rei · a7 negres peó · b7 negres peó · c7 negres peó · g7 negres peó · h7 negres peó · d6 negres peó · c5 negres alfil · e5 negres peó · e4 blanques peó · d3 blanques peó · f3 blanques peó · h3 blanques peó · a2 blanques peó · b2 blanques peó · c2 blanques peó · f2 blanques peó · a1 blanques torre · f1 blanques torre · g1 blanques rei | e8 blanques dama · h8 negres rei · a7 negres peó · b7 negres peó · c7 negres peó · g7 negres peó · h7 negres peó · d6 negres peó · c5 negres alfil · e5 negres peó · e4 blanques peó · d3 blanques peó · f3 blanques peó · h3 blanques peó · a2 blanques peó · b2 blanques peó · c2 blanques peó · f2 blanques peó · a1 blanques torre · f1 blanques torre · g1 blanques rei | e8 blanques dama · h8 negres rei · a7 negres peó · b7 negres peó · c7 negres peó · g7 negres peó · h7 negres peó · d6 negres peó · c5 negres alfil · e5 negres peó · e4 blanques peó · d3 blanques peó · f3 blanques peó · h3 blanques peó · a2 blanques peó · b2 blanques peó · c2 blanques peó · f2 blanques peó · a1 blanques torre · f1 blanques torre · g1 blanques rei | e8 blanques dama · h8 negres rei · a7 negres peó · b7 negres peó · c7 negres peó · g7 negres peó · h7 negres peó · d6 negres peó · c5 negres alfil · e5 negres peó · e4 blanques peó · d3 blanques peó · f3 blanques peó · h3 blanques peó · a2 blanques peó · b2 blanques peó · c2 blanques peó · f2 blanques peó · a1 blanques torre · f1 blanques torre · g1 blanques rei | e8 blanques dama · h8 negres rei · a7 negres peó · b7 negres peó · c7 negres peó · g7 negres peó · h7 negres peó · d6 negres peó · c5 negres alfil · e5 negres peó · e4 blanques peó · d3 blanques peó · f3 blanques peó · h3 blanques peó · a2 blanques peó · b2 blanques peó · c2 blanques peó · f2 blanques peó · a1 blanques torre · f1 blanques torre · g1 blanques rei | e8 blanques dama · h8 negres rei · a7 negres peó · b7 negres peó · c7 negres peó · g7 negres peó · h7 negres peó · d6 negres peó · c5 negres alfil · e5 negres peó · e4 blanques peó · d3 blanques peó · f3 blanques peó · h3 blanques peó · a2 blanques peó · b2 blanques peó · c2 blanques peó · f2 blanques peó · a1 blanques torre · f1 blanques torre · g1 blanques rei | e8 blanques dama · h8 negres rei · a7 negres peó · b7 negres peó · c7 negres peó · g7 negres peó · h7 negres peó · d6 negres peó · c5 negres alfil · e5 negres peó · e4 blanques peó · d3 blanques peó · f3 blanques peó · h3 blanques peó · a2 blanques peó · b2 blanques peó · c2 blanques peó · f2 blanques peó · a1 blanques torre · f1 blanques torre · g1 blanques rei | 2 |
| 1 | e8 blanques dama · h8 negres rei · a7 negres peó · b7 negres peó · c7 negres peó · g7 negres peó · h7 negres peó · d6 negres peó · c5 negres alfil · e5 negres peó · e4 blanques peó · d3 blanques peó · f3 blanques peó · h3 blanques peó · a2 blanques peó · b2 blanques peó · c2 blanques peó · f2 blanques peó · a1 blanques torre · f1 blanques torre · g1 blanques rei | e8 blanques dama · h8 negres rei · a7 negres peó · b7 negres peó · c7 negres peó · g7 negres peó · h7 negres peó · d6 negres peó · c5 negres alfil · e5 negres peó · e4 blanques peó · d3 blanques peó · f3 blanques peó · h3 blanques peó · a2 blanques peó · b2 blanques peó · c2 blanques peó · f2 blanques peó · a1 blanques torre · f1 blanques torre · g1 blanques rei | e8 blanques dama · h8 negres rei · a7 negres peó · b7 negres peó · c7 negres peó · g7 negres peó · h7 negres peó · d6 negres peó · c5 negres alfil · e5 negres peó · e4 blanques peó · d3 blanques peó · f3 blanques peó · h3 blanques peó · a2 blanques peó · b2 blanques peó · c2 blanques peó · f2 blanques peó · a1 blanques torre · f1 blanques torre · g1 blanques rei | e8 blanques dama · h8 negres rei · a7 negres peó · b7 negres peó · c7 negres peó · g7 negres peó · h7 negres peó · d6 negres peó · c5 negres alfil · e5 negres peó · e4 blanques peó · d3 blanques peó · f3 blanques peó · h3 blanques peó · a2 blanques peó · b2 blanques peó · c2 blanques peó · f2 blanques peó · a1 blanques torre · f1 blanques torre · g1 blanques rei | e8 blanques dama · h8 negres rei · a7 negres peó · b7 negres peó · c7 negres peó · g7 negres peó · h7 negres peó · d6 negres peó · c5 negres alfil · e5 negres peó · e4 blanques peó · d3 blanques peó · f3 blanques peó · h3 blanques peó · a2 blanques peó · b2 blanques peó · c2 blanques peó · f2 blanques peó · a1 blanques torre · f1 blanques torre · g1 blanques rei | e8 blanques dama · h8 negres rei · a7 negres peó · b7 negres peó · c7 negres peó · g7 negres peó · h7 negres peó · d6 negres peó · c5 negres alfil · e5 negres peó · e4 blanques peó · d3 blanques peó · f3 blanques peó · h3 blanques peó · a2 blanques peó · b2 blanques peó · c2 blanques peó · f2 blanques peó · a1 blanques torre · f1 blanques torre · g1 blanques rei | e8 blanques dama · h8 negres rei · a7 negres peó · b7 negres peó · c7 negres peó · g7 negres peó · h7 negres peó · d6 negres peó · c5 negres alfil · e5 negres peó · e4 blanques peó · d3 blanques peó · f3 blanques peó · h3 blanques peó · a2 blanques peó · b2 blanques peó · c2 blanques peó · f2 blanques peó · a1 blanques torre · f1 blanques torre · g1 blanques rei | e8 blanques dama · h8 negres rei · a7 negres peó · b7 negres peó · c7 negres peó · g7 negres peó · h7 negres peó · d6 negres peó · c5 negres alfil · e5 negres peó · e4 blanques peó · d3 blanques peó · f3 blanques peó · h3 blanques peó · a2 blanques peó · b2 blanques peó · c2 blanques peó · f2 blanques peó · a1 blanques torre · f1 blanques torre · g1 blanques rei | 1 |
|   | a | b | c | d | e | f | g | h |   |

## Introducció
El mat de la primera fila passa sovint en partides de nivell baix, on són freqüents les distraccions i els oblits. Això es deu al fet que els principiants en general no tenen prou habilitat per adonar-se que aquest mat pot ocórrer en qualsevol moment. A nivells més alts, tot i que el mat no es dona gaire sovint, el joc sí que acostuma a estar afectat per la possibilitat del mat del passadís, de manera que els jugadors de vegades han de perdre temps per donar-se aire, cosa que els fa més vulnerables a altres idees tàctiques.
|   | a | b | c | d | e | f | g | h |   |
| 8 | a8 negres torre · c8 negres torre · g8 negres rei · a7 negres peó · f7 negres peó · g7 negres peó · h7 negres peó · b6 negres peó · c6 negres alfil · a5 negres dama · c4 blanques dama · b3 blanques peó · d3 blanques torre · a2 blanques peó · c2 blanques alfil · f2 blanques peó · g2 blanques peó · h2 blanques peó · d1 blanques torre · g1 blanques rei | a8 negres torre · c8 negres torre · g8 negres rei · a7 negres peó · f7 negres peó · g7 negres peó · h7 negres peó · b6 negres peó · c6 negres alfil · a5 negres dama · c4 blanques dama · b3 blanques peó · d3 blanques torre · a2 blanques peó · c2 blanques alfil · f2 blanques peó · g2 blanques peó · h2 blanques peó · d1 blanques torre · g1 blanques rei | a8 negres torre · c8 negres torre · g8 negres rei · a7 negres peó · f7 negres peó · g7 negres peó · h7 negres peó · b6 negres peó · c6 negres alfil · a5 negres dama · c4 blanques dama · b3 blanques peó · d3 blanques torre · a2 blanques peó · c2 blanques alfil · f2 blanques peó · g2 blanques peó · h2 blanques peó · d1 blanques torre · g1 blanques rei | a8 negres torre · c8 negres torre · g8 negres rei · a7 negres peó · f7 negres peó · g7 negres peó · h7 negres peó · b6 negres peó · c6 negres alfil · a5 negres dama · c4 blanques dama · b3 blanques peó · d3 blanques torre · a2 blanques peó · c2 blanques alfil · f2 blanques peó · g2 blanques peó · h2 blanques peó · d1 blanques torre · g1 blanques rei | a8 negres torre · c8 negres torre · g8 negres rei · a7 negres peó · f7 negres peó · g7 negres peó · h7 negres peó · b6 negres peó · c6 negres alfil · a5 negres dama · c4 blanques dama · b3 blanques peó · d3 blanques torre · a2 blanques peó · c2 blanques alfil · f2 blanques peó · g2 blanques peó · h2 blanques peó · d1 blanques torre · g1 blanques rei | a8 negres torre · c8 negres torre · g8 negres rei · a7 negres peó · f7 negres peó · g7 negres peó · h7 negres peó · b6 negres peó · c6 negres alfil · a5 negres dama · c4 blanques dama · b3 blanques peó · d3 blanques torre · a2 blanques peó · c2 blanques alfil · f2 blanques peó · g2 blanques peó · h2 blanques peó · d1 blanques torre · g1 blanques rei | a8 negres torre · c8 negres torre · g8 negres rei · a7 negres peó · f7 negres peó · g7 negres peó · h7 negres peó · b6 negres peó · c6 negres alfil · a5 negres dama · c4 blanques dama · b3 blanques peó · d3 blanques torre · a2 blanques peó · c2 blanques alfil · f2 blanques peó · g2 blanques peó · h2 blanques peó · d1 blanques torre · g1 blanques rei | a8 negres torre · c8 negres torre · g8 negres rei · a7 negres peó · f7 negres peó · g7 negres peó · h7 negres peó · b6 negres peó · c6 negres alfil · a5 negres dama · c4 blanques dama · b3 blanques peó · d3 blanques torre · a2 blanques peó · c2 blanques alfil · f2 blanques peó · g2 blanques peó · h2 blanques peó · d1 blanques torre · g1 blanques rei | 8 |
| 7 | a8 negres torre · c8 negres torre · g8 negres rei · a7 negres peó · f7 negres peó · g7 negres peó · h7 negres peó · b6 negres peó · c6 negres alfil · a5 negres dama · c4 blanques dama · b3 blanques peó · d3 blanques torre · a2 blanques peó · c2 blanques alfil · f2 blanques peó · g2 blanques peó · h2 blanques peó · d1 blanques torre · g1 blanques rei | a8 negres torre · c8 negres torre · g8 negres rei · a7 negres peó · f7 negres peó · g7 negres peó · h7 negres peó · b6 negres peó · c6 negres alfil · a5 negres dama · c4 blanques dama · b3 blanques peó · d3 blanques torre · a2 blanques peó · c2 blanques alfil · f2 blanques peó · g2 blanques peó · h2 blanques peó · d1 blanques torre · g1 blanques rei | a8 negres torre · c8 negres torre · g8 negres rei · a7 negres peó · f7 negres peó · g7 negres peó · h7 negres peó · b6 negres peó · c6 negres alfil · a5 negres dama · c4 blanques dama · b3 blanques peó · d3 blanques torre · a2 blanques peó · c2 blanques alfil · f2 blanques peó · g2 blanques peó · h2 blanques peó · d1 blanques torre · g1 blanques rei | a8 negres torre · c8 negres torre · g8 negres rei · a7 negres peó · f7 negres peó · g7 negres peó · h7 negres peó · b6 negres peó · c6 negres alfil · a5 negres dama · c4 blanques dama · b3 blanques peó · d3 blanques torre · a2 blanques peó · c2 blanques alfil · f2 blanques peó · g2 blanques peó · h2 blanques peó · d1 blanques torre · g1 blanques rei | a8 negres torre · c8 negres torre · g8 negres rei · a7 negres peó · f7 negres peó · g7 negres peó · h7 negres peó · b6 negres peó · c6 negres alfil · a5 negres dama · c4 blanques dama · b3 blanques peó · d3 blanques torre · a2 blanques peó · c2 blanques alfil · f2 blanques peó · g2 blanques peó · h2 blanques peó · d1 blanques torre · g1 blanques rei | a8 negres torre · c8 negres torre · g8 negres rei · a7 negres peó · f7 negres peó · g7 negres peó · h7 negres peó · b6 negres peó · c6 negres alfil · a5 negres dama · c4 blanques dama · b3 blanques peó · d3 blanques torre · a2 blanques peó · c2 blanques alfil · f2 blanques peó · g2 blanques peó · h2 blanques peó · d1 blanques torre · g1 blanques rei | a8 negres torre · c8 negres torre · g8 negres rei · a7 negres peó · f7 negres peó · g7 negres peó · h7 negres peó · b6 negres peó · c6 negres alfil · a5 negres dama · c4 blanques dama · b3 blanques peó · d3 blanques torre · a2 blanques peó · c2 blanques alfil · f2 blanques peó · g2 blanques peó · h2 blanques peó · d1 blanques torre · g1 blanques rei | a8 negres torre · c8 negres torre · g8 negres rei · a7 negres peó · f7 negres peó · g7 negres peó · h7 negres peó · b6 negres peó · c6 negres alfil · a5 negres dama · c4 blanques dama · b3 blanques peó · d3 blanques torre · a2 blanques peó · c2 blanques alfil · f2 blanques peó · g2 blanques peó · h2 blanques peó · d1 blanques torre · g1 blanques rei | 7 |
| 6 | a8 negres torre · c8 negres torre · g8 negres rei · a7 negres peó · f7 negres peó · g7 negres peó · h7 negres peó · b6 negres peó · c6 negres alfil · a5 negres dama · c4 blanques dama · b3 blanques peó · d3 blanques torre · a2 blanques peó · c2 blanques alfil · f2 blanques peó · g2 blanques peó · h2 blanques peó · d1 blanques torre · g1 blanques rei | a8 negres torre · c8 negres torre · g8 negres rei · a7 negres peó · f7 negres peó · g7 negres peó · h7 negres peó · b6 negres peó · c6 negres alfil · a5 negres dama · c4 blanques dama · b3 blanques peó · d3 blanques torre · a2 blanques peó · c2 blanques alfil · f2 blanques peó · g2 blanques peó · h2 blanques peó · d1 blanques torre · g1 blanques rei | a8 negres torre · c8 negres torre · g8 negres rei · a7 negres peó · f7 negres peó · g7 negres peó · h7 negres peó · b6 negres peó · c6 negres alfil · a5 negres dama · c4 blanques dama · b3 blanques peó · d3 blanques torre · a2 blanques peó · c2 blanques alfil · f2 blanques peó · g2 blanques peó · h2 blanques peó · d1 blanques torre · g1 blanques rei | a8 negres torre · c8 negres torre · g8 negres rei · a7 negres peó · f7 negres peó · g7 negres peó · h7 negres peó · b6 negres peó · c6 negres alfil · a5 negres dama · c4 blanques dama · b3 blanques peó · d3 blanques torre · a2 blanques peó · c2 blanques alfil · f2 blanques peó · g2 blanques peó · h2 blanques peó · d1 blanques torre · g1 blanques rei | a8 negres torre · c8 negres torre · g8 negres rei · a7 negres peó · f7 negres peó · g7 negres peó · h7 negres peó · b6 negres peó · c6 negres alfil · a5 negres dama · c4 blanques dama · b3 blanques peó · d3 blanques torre · a2 blanques peó · c2 blanques alfil · f2 blanques peó · g2 blanques peó · h2 blanques peó · d1 blanques torre · g1 blanques rei | a8 negres torre · c8 negres torre · g8 negres rei · a7 negres peó · f7 negres peó · g7 negres peó · h7 negres peó · b6 negres peó · c6 negres alfil · a5 negres dama · c4 blanques dama · b3 blanques peó · d3 blanques torre · a2 blanques peó · c2 blanques alfil · f2 blanques peó · g2 blanques peó · h2 blanques peó · d1 blanques torre · g1 blanques rei | a8 negres torre · c8 negres torre · g8 negres rei · a7 negres peó · f7 negres peó · g7 negres peó · h7 negres peó · b6 negres peó · c6 negres alfil · a5 negres dama · c4 blanques dama · b3 blanques peó · d3 blanques torre · a2 blanques peó · c2 blanques alfil · f2 blanques peó · g2 blanques peó · h2 blanques peó · d1 blanques torre · g1 blanques rei | a8 negres torre · c8 negres torre · g8 negres rei · a7 negres peó · f7 negres peó · g7 negres peó · h7 negres peó · b6 negres peó · c6 negres alfil · a5 negres dama · c4 blanques dama · b3 blanques peó · d3 blanques torre · a2 blanques peó · c2 blanques alfil · f2 blanques peó · g2 blanques peó · h2 blanques peó · d1 blanques torre · g1 blanques rei | 6 |
| 5 | a8 negres torre · c8 negres torre · g8 negres rei · a7 negres peó · f7 negres peó · g7 negres peó · h7 negres peó · b6 negres peó · c6 negres alfil · a5 negres dama · c4 blanques dama · b3 blanques peó · d3 blanques torre · a2 blanques peó · c2 blanques alfil · f2 blanques peó · g2 blanques peó · h2 blanques peó · d1 blanques torre · g1 blanques rei | a8 negres torre · c8 negres torre · g8 negres rei · a7 negres peó · f7 negres peó · g7 negres peó · h7 negres peó · b6 negres peó · c6 negres alfil · a5 negres dama · c4 blanques dama · b3 blanques peó · d3 blanques torre · a2 blanques peó · c2 blanques alfil · f2 blanques peó · g2 blanques peó · h2 blanques peó · d1 blanques torre · g1 blanques rei | a8 negres torre · c8 negres torre · g8 negres rei · a7 negres peó · f7 negres peó · g7 negres peó · h7 negres peó · b6 negres peó · c6 negres alfil · a5 negres dama · c4 blanques dama · b3 blanques peó · d3 blanques torre · a2 blanques peó · c2 blanques alfil · f2 blanques peó · g2 blanques peó · h2 blanques peó · d1 blanques torre · g1 blanques rei | a8 negres torre · c8 negres torre · g8 negres rei · a7 negres peó · f7 negres peó · g7 negres peó · h7 negres peó · b6 negres peó · c6 negres alfil · a5 negres dama · c4 blanques dama · b3 blanques peó · d3 blanques torre · a2 blanques peó · c2 blanques alfil · f2 blanques peó · g2 blanques peó · h2 blanques peó · d1 blanques torre · g1 blanques rei | a8 negres torre · c8 negres torre · g8 negres rei · a7 negres peó · f7 negres peó · g7 negres peó · h7 negres peó · b6 negres peó · c6 negres alfil · a5 negres dama · c4 blanques dama · b3 blanques peó · d3 blanques torre · a2 blanques peó · c2 blanques alfil · f2 blanques peó · g2 blanques peó · h2 blanques peó · d1 blanques torre · g1 blanques rei | a8 negres torre · c8 negres torre · g8 negres rei · a7 negres peó · f7 negres peó · g7 negres peó · h7 negres peó · b6 negres peó · c6 negres alfil · a5 negres dama · c4 blanques dama · b3 blanques peó · d3 blanques torre · a2 blanques peó · c2 blanques alfil · f2 blanques peó · g2 blanques peó · h2 blanques peó · d1 blanques torre · g1 blanques rei | a8 negres torre · c8 negres torre · g8 negres rei · a7 negres peó · f7 negres peó · g7 negres peó · h7 negres peó · b6 negres peó · c6 negres alfil · a5 negres dama · c4 blanques dama · b3 blanques peó · d3 blanques torre · a2 blanques peó · c2 blanques alfil · f2 blanques peó · g2 blanques peó · h2 blanques peó · d1 blanques torre · g1 blanques rei | a8 negres torre · c8 negres torre · g8 negres rei · a7 negres peó · f7 negres peó · g7 negres peó · h7 negres peó · b6 negres peó · c6 negres alfil · a5 negres dama · c4 blanques dama · b3 blanques peó · d3 blanques torre · a2 blanques peó · c2 blanques alfil · f2 blanques peó · g2 blanques peó · h2 blanques peó · d1 blanques torre · g1 blanques rei | 5 |
| 4 | a8 negres torre · c8 negres torre · g8 negres rei · a7 negres peó · f7 negres peó · g7 negres peó · h7 negres peó · b6 negres peó · c6 negres alfil · a5 negres dama · c4 blanques dama · b3 blanques peó · d3 blanques torre · a2 blanques peó · c2 blanques alfil · f2 blanques peó · g2 blanques peó · h2 blanques peó · d1 blanques torre · g1 blanques rei | a8 negres torre · c8 negres torre · g8 negres rei · a7 negres peó · f7 negres peó · g7 negres peó · h7 negres peó · b6 negres peó · c6 negres alfil · a5 negres dama · c4 blanques dama · b3 blanques peó · d3 blanques torre · a2 blanques peó · c2 blanques alfil · f2 blanques peó · g2 blanques peó · h2 blanques peó · d1 blanques torre · g1 blanques rei | a8 negres torre · c8 negres torre · g8 negres rei · a7 negres peó · f7 negres peó · g7 negres peó · h7 negres peó · b6 negres peó · c6 negres alfil · a5 negres dama · c4 blanques dama · b3 blanques peó · d3 blanques torre · a2 blanques peó · c2 blanques alfil · f2 blanques peó · g2 blanques peó · h2 blanques peó · d1 blanques torre · g1 blanques rei | a8 negres torre · c8 negres torre · g8 negres rei · a7 negres peó · f7 negres peó · g7 negres peó · h7 negres peó · b6 negres peó · c6 negres alfil · a5 negres dama · c4 blanques dama · b3 blanques peó · d3 blanques torre · a2 blanques peó · c2 blanques alfil · f2 blanques peó · g2 blanques peó · h2 blanques peó · d1 blanques torre · g1 blanques rei | a8 negres torre · c8 negres torre · g8 negres rei · a7 negres peó · f7 negres peó · g7 negres peó · h7 negres peó · b6 negres peó · c6 negres alfil · a5 negres dama · c4 blanques dama · b3 blanques peó · d3 blanques torre · a2 blanques peó · c2 blanques alfil · f2 blanques peó · g2 blanques peó · h2 blanques peó · d1 blanques torre · g1 blanques rei | a8 negres torre · c8 negres torre · g8 negres rei · a7 negres peó · f7 negres peó · g7 negres peó · h7 negres peó · b6 negres peó · c6 negres alfil · a5 negres dama · c4 blanques dama · b3 blanques peó · d3 blanques torre · a2 blanques peó · c2 blanques alfil · f2 blanques peó · g2 blanques peó · h2 blanques peó · d1 blanques torre · g1 blanques rei | a8 negres torre · c8 negres torre · g8 negres rei · a7 negres peó · f7 negres peó · g7 negres peó · h7 negres peó · b6 negres peó · c6 negres alfil · a5 negres dama · c4 blanques dama · b3 blanques peó · d3 blanques torre · a2 blanques peó · c2 blanques alfil · f2 blanques peó · g2 blanques peó · h2 blanques peó · d1 blanques torre · g1 blanques rei | a8 negres torre · c8 negres torre · g8 negres rei · a7 negres peó · f7 negres peó · g7 negres peó · h7 negres peó · b6 negres peó · c6 negres alfil · a5 negres dama · c4 blanques dama · b3 blanques peó · d3 blanques torre · a2 blanques peó · c2 blanques alfil · f2 blanques peó · g2 blanques peó · h2 blanques peó · d1 blanques torre · g1 blanques rei | 4 |
| 3 | a8 negres torre · c8 negres torre · g8 negres rei · a7 negres peó · f7 negres peó · g7 negres peó · h7 negres peó · b6 negres peó · c6 negres alfil · a5 negres dama · c4 blanques dama · b3 blanques peó · d3 blanques torre · a2 blanques peó · c2 blanques alfil · f2 blanques peó · g2 blanques peó · h2 blanques peó · d1 blanques torre · g1 blanques rei | a8 negres torre · c8 negres torre · g8 negres rei · a7 negres peó · f7 negres peó · g7 negres peó · h7 negres peó · b6 negres peó · c6 negres alfil · a5 negres dama · c4 blanques dama · b3 blanques peó · d3 blanques torre · a2 blanques peó · c2 blanques alfil · f2 blanques peó · g2 blanques peó · h2 blanques peó · d1 blanques torre · g1 blanques rei | a8 negres torre · c8 negres torre · g8 negres rei · a7 negres peó · f7 negres peó · g7 negres peó · h7 negres peó · b6 negres peó · c6 negres alfil · a5 negres dama · c4 blanques dama · b3 blanques peó · d3 blanques torre · a2 blanques peó · c2 blanques alfil · f2 blanques peó · g2 blanques peó · h2 blanques peó · d1 blanques torre · g1 blanques rei | a8 negres torre · c8 negres torre · g8 negres rei · a7 negres peó · f7 negres peó · g7 negres peó · h7 negres peó · b6 negres peó · c6 negres alfil · a5 negres dama · c4 blanques dama · b3 blanques peó · d3 blanques torre · a2 blanques peó · c2 blanques alfil · f2 blanques peó · g2 blanques peó · h2 blanques peó · d1 blanques torre · g1 blanques rei | a8 negres torre · c8 negres torre · g8 negres rei · a7 negres peó · f7 negres peó · g7 negres peó · h7 negres peó · b6 negres peó · c6 negres alfil · a5 negres dama · c4 blanques dama · b3 blanques peó · d3 blanques torre · a2 blanques peó · c2 blanques alfil · f2 blanques peó · g2 blanques peó · h2 blanques peó · d1 blanques torre · g1 blanques rei | a8 negres torre · c8 negres torre · g8 negres rei · a7 negres peó · f7 negres peó · g7 negres peó · h7 negres peó · b6 negres peó · c6 negres alfil · a5 negres dama · c4 blanques dama · b3 blanques peó · d3 blanques torre · a2 blanques peó · c2 blanques alfil · f2 blanques peó · g2 blanques peó · h2 blanques peó · d1 blanques torre · g1 blanques rei | a8 negres torre · c8 negres torre · g8 negres rei · a7 negres peó · f7 negres peó · g7 negres peó · h7 negres peó · b6 negres peó · c6 negres alfil · a5 negres dama · c4 blanques dama · b3 blanques peó · d3 blanques torre · a2 blanques peó · c2 blanques alfil · f2 blanques peó · g2 blanques peó · h2 blanques peó · d1 blanques torre · g1 blanques rei | a8 negres torre · c8 negres torre · g8 negres rei · a7 negres peó · f7 negres peó · g7 negres peó · h7 negres peó · b6 negres peó · c6 negres alfil · a5 negres dama · c4 blanques dama · b3 blanques peó · d3 blanques torre · a2 blanques peó · c2 blanques alfil · f2 blanques peó · g2 blanques peó · h2 blanques peó · d1 blanques torre · g1 blanques rei | 3 |
| 2 | a8 negres torre · c8 negres torre · g8 negres rei · a7 negres peó · f7 negres peó · g7 negres peó · h7 negres peó · b6 negres peó · c6 negres alfil · a5 negres dama · c4 blanques dama · b3 blanques peó · d3 blanques torre · a2 blanques peó · c2 blanques alfil · f2 blanques peó · g2 blanques peó · h2 blanques peó · d1 blanques torre · g1 blanques rei | a8 negres torre · c8 negres torre · g8 negres rei · a7 negres peó · f7 negres peó · g7 negres peó · h7 negres peó · b6 negres peó · c6 negres alfil · a5 negres dama · c4 blanques dama · b3 blanques peó · d3 blanques torre · a2 blanques peó · c2 blanques alfil · f2 blanques peó · g2 blanques peó · h2 blanques peó · d1 blanques torre · g1 blanques rei | a8 negres torre · c8 negres torre · g8 negres rei · a7 negres peó · f7 negres peó · g7 negres peó · h7 negres peó · b6 negres peó · c6 negres alfil · a5 negres dama · c4 blanques dama · b3 blanques peó · d3 blanques torre · a2 blanques peó · c2 blanques alfil · f2 blanques peó · g2 blanques peó · h2 blanques peó · d1 blanques torre · g1 blanques rei | a8 negres torre · c8 negres torre · g8 negres rei · a7 negres peó · f7 negres peó · g7 negres peó · h7 negres peó · b6 negres peó · c6 negres alfil · a5 negres dama · c4 blanques dama · b3 blanques peó · d3 blanques torre · a2 blanques peó · c2 blanques alfil · f2 blanques peó · g2 blanques peó · h2 blanques peó · d1 blanques torre · g1 blanques rei | a8 negres torre · c8 negres torre · g8 negres rei · a7 negres peó · f7 negres peó · g7 negres peó · h7 negres peó · b6 negres peó · c6 negres alfil · a5 negres dama · c4 blanques dama · b3 blanques peó · d3 blanques torre · a2 blanques peó · c2 blanques alfil · f2 blanques peó · g2 blanques peó · h2 blanques peó · d1 blanques torre · g1 blanques rei | a8 negres torre · c8 negres torre · g8 negres rei · a7 negres peó · f7 negres peó · g7 negres peó · h7 negres peó · b6 negres peó · c6 negres alfil · a5 negres dama · c4 blanques dama · b3 blanques peó · d3 blanques torre · a2 blanques peó · c2 blanques alfil · f2 blanques peó · g2 blanques peó · h2 blanques peó · d1 blanques torre · g1 blanques rei | a8 negres torre · c8 negres torre · g8 negres rei · a7 negres peó · f7 negres peó · g7 negres peó · h7 negres peó · b6 negres peó · c6 negres alfil · a5 negres dama · c4 blanques dama · b3 blanques peó · d3 blanques torre · a2 blanques peó · c2 blanques alfil · f2 blanques peó · g2 blanques peó · h2 blanques peó · d1 blanques torre · g1 blanques rei | a8 negres torre · c8 negres torre · g8 negres rei · a7 negres peó · f7 negres peó · g7 negres peó · h7 negres peó · b6 negres peó · c6 negres alfil · a5 negres dama · c4 blanques dama · b3 blanques peó · d3 blanques torre · a2 blanques peó · c2 blanques alfil · f2 blanques peó · g2 blanques peó · h2 blanques peó · d1 blanques torre · g1 blanques rei | 2 |
| 1 | a8 negres torre · c8 negres torre · g8 negres rei · a7 negres peó · f7 negres peó · g7 negres peó · h7 negres peó · b6 negres peó · c6 negres alfil · a5 negres dama · c4 blanques dama · b3 blanques peó · d3 blanques torre · a2 blanques peó · c2 blanques alfil · f2 blanques peó · g2 blanques peó · h2 blanques peó · d1 blanques torre · g1 blanques rei | a8 negres torre · c8 negres torre · g8 negres rei · a7 negres peó · f7 negres peó · g7 negres peó · h7 negres peó · b6 negres peó · c6 negres alfil · a5 negres dama · c4 blanques dama · b3 blanques peó · d3 blanques torre · a2 blanques peó · c2 blanques alfil · f2 blanques peó · g2 blanques peó · h2 blanques peó · d1 blanques torre · g1 blanques rei | a8 negres torre · c8 negres torre · g8 negres rei · a7 negres peó · f7 negres peó · g7 negres peó · h7 negres peó · b6 negres peó · c6 negres alfil · a5 negres dama · c4 blanques dama · b3 blanques peó · d3 blanques torre · a2 blanques peó · c2 blanques alfil · f2 blanques peó · g2 blanques peó · h2 blanques peó · d1 blanques torre · g1 blanques rei | a8 negres torre · c8 negres torre · g8 negres rei · a7 negres peó · f7 negres peó · g7 negres peó · h7 negres peó · b6 negres peó · c6 negres alfil · a5 negres dama · c4 blanques dama · b3 blanques peó · d3 blanques torre · a2 blanques peó · c2 blanques alfil · f2 blanques peó · g2 blanques peó · h2 blanques peó · d1 blanques torre · g1 blanques rei | a8 negres torre · c8 negres torre · g8 negres rei · a7 negres peó · f7 negres peó · g7 negres peó · h7 negres peó · b6 negres peó · c6 negres alfil · a5 negres dama · c4 blanques dama · b3 blanques peó · d3 blanques torre · a2 blanques peó · c2 blanques alfil · f2 blanques peó · g2 blanques peó · h2 blanques peó · d1 blanques torre · g1 blanques rei | a8 negres torre · c8 negres torre · g8 negres rei · a7 negres peó · f7 negres peó · g7 negres peó · h7 negres peó · b6 negres peó · c6 negres alfil · a5 negres dama · c4 blanques dama · b3 blanques peó · d3 blanques torre · a2 blanques peó · c2 blanques alfil · f2 blanques peó · g2 blanques peó · h2 blanques peó · d1 blanques torre · g1 blanques rei | a8 negres torre · c8 negres torre · g8 negres rei · a7 negres peó · f7 negres peó · g7 negres peó · h7 negres peó · b6 negres peó · c6 negres alfil · a5 negres dama · c4 blanques dama · b3 blanques peó · d3 blanques torre · a2 blanques peó · c2 blanques alfil · f2 blanques peó · g2 blanques peó · h2 blanques peó · d1 blanques torre · g1 blanques rei | a8 negres torre · c8 negres torre · g8 negres rei · a7 negres peó · f7 negres peó · g7 negres peó · h7 negres peó · b6 negres peó · c6 negres alfil · a5 negres dama · c4 blanques dama · b3 blanques peó · d3 blanques torre · a2 blanques peó · c2 blanques alfil · f2 blanques peó · g2 blanques peó · h2 blanques peó · d1 blanques torre · g1 blanques rei | 1 |
|   | a | b | c | d | e | f | g | h |   |

El mat del passadís és evitat normalment per una torre o dama, que guarden la primera fila. De tota manera, és possible pel bàndol atacant de distreure una d'aquestes peces de les seves tasques defensives. A l'exemple de l'esquerra, les blanques, que tenen el torn, poden fer 1.Dxc6 i les negres no poden respondre 1...Txc6 perquè 2.Td8+ Txd8 3.Txd8# amb mat. Per tant, les negres perden el seu alfil sense compensació, i no tenen cap bona continuació a causa de l'amenaça blanca de guanyar més material amb Dxa8 o Dxc8. Per exemple, 1...Da6 2.Dxa8! Txa8 3.Td8+ Txd8 4.Txd8#. Si les negres intenten defensar la primera fila i aprofitar l'enfilada de la dama i l'alfil blancs, llavors les blanques poden mantenir la seva peça extra, per exemple 1...b5 (defensant d8 amb la dama) 2.Df3! mantenint la torre de c8 lligada a la defensa de la torre d'a8, o 1...g6 (aire) 2.Df6! i les negres encara no eviten el mat del passadís. Exemples com aquest, en què una torre no pot deixar la primera fila a causa de les amenaces de mat, són relativament comunes en el joc de torneig.
Hom pot lluitar de forma més permanent contra el mat de la primera fila tot movent un dels peons que protegeixen el rei, per donar-li una casella d'escapament (aquesta mena de moviments s'anomenen "donar aire"). Si a l'exemple de l'esquerra fossin les negres les qui tinguessin el torn, podrien enfrontar-se a l'amenaça blanca amb (entre d'altres) 1...g6, donant al rei la casella g7 per aixoplugar-se. Cal notar, de tota manera, que 1...h6 en aquest exemple no rutllaria, ja que hi ha uns raigs X: després que la torre de d3 es mogui, la casella h7 està vigilada per l'alfil blanc.
Normalment no és una bona idea fer aquesta mena de jugades de peó, llevat que el rival hi obligui, ja que representen una pèrdua de temps. En moltes obertures d'escacs, de tota manera, aquests moviments es fan amb altres propòsits, abans que les amenaces de mat de la primera fila existeixin (...h6 es juga sovint per expulsar un alfil blanc de g5, per exemple. Vegeu també Fianchetto).

## Exemple, d'una partida de Capablanca
|   | a | b | c | d | e | f | g | h |   |
| 8 | d8 negres torre · g8 negres rei · a7 negres peó · f7 negres peó · g7 negres peó · h7 negres peó · b6 negres dama · c3 blanques torre · e3 blanques peó · a2 blanques peó · e2 blanques dama · f2 blanques peó · g2 blanques peó · h2 blanques peó · g1 blanques rei | d8 negres torre · g8 negres rei · a7 negres peó · f7 negres peó · g7 negres peó · h7 negres peó · b6 negres dama · c3 blanques torre · e3 blanques peó · a2 blanques peó · e2 blanques dama · f2 blanques peó · g2 blanques peó · h2 blanques peó · g1 blanques rei | d8 negres torre · g8 negres rei · a7 negres peó · f7 negres peó · g7 negres peó · h7 negres peó · b6 negres dama · c3 blanques torre · e3 blanques peó · a2 blanques peó · e2 blanques dama · f2 blanques peó · g2 blanques peó · h2 blanques peó · g1 blanques rei | d8 negres torre · g8 negres rei · a7 negres peó · f7 negres peó · g7 negres peó · h7 negres peó · b6 negres dama · c3 blanques torre · e3 blanques peó · a2 blanques peó · e2 blanques dama · f2 blanques peó · g2 blanques peó · h2 blanques peó · g1 blanques rei | d8 negres torre · g8 negres rei · a7 negres peó · f7 negres peó · g7 negres peó · h7 negres peó · b6 negres dama · c3 blanques torre · e3 blanques peó · a2 blanques peó · e2 blanques dama · f2 blanques peó · g2 blanques peó · h2 blanques peó · g1 blanques rei | d8 negres torre · g8 negres rei · a7 negres peó · f7 negres peó · g7 negres peó · h7 negres peó · b6 negres dama · c3 blanques torre · e3 blanques peó · a2 blanques peó · e2 blanques dama · f2 blanques peó · g2 blanques peó · h2 blanques peó · g1 blanques rei | d8 negres torre · g8 negres rei · a7 negres peó · f7 negres peó · g7 negres peó · h7 negres peó · b6 negres dama · c3 blanques torre · e3 blanques peó · a2 blanques peó · e2 blanques dama · f2 blanques peó · g2 blanques peó · h2 blanques peó · g1 blanques rei | d8 negres torre · g8 negres rei · a7 negres peó · f7 negres peó · g7 negres peó · h7 negres peó · b6 negres dama · c3 blanques torre · e3 blanques peó · a2 blanques peó · e2 blanques dama · f2 blanques peó · g2 blanques peó · h2 blanques peó · g1 blanques rei | 8 |
| 7 | d8 negres torre · g8 negres rei · a7 negres peó · f7 negres peó · g7 negres peó · h7 negres peó · b6 negres dama · c3 blanques torre · e3 blanques peó · a2 blanques peó · e2 blanques dama · f2 blanques peó · g2 blanques peó · h2 blanques peó · g1 blanques rei | d8 negres torre · g8 negres rei · a7 negres peó · f7 negres peó · g7 negres peó · h7 negres peó · b6 negres dama · c3 blanques torre · e3 blanques peó · a2 blanques peó · e2 blanques dama · f2 blanques peó · g2 blanques peó · h2 blanques peó · g1 blanques rei | d8 negres torre · g8 negres rei · a7 negres peó · f7 negres peó · g7 negres peó · h7 negres peó · b6 negres dama · c3 blanques torre · e3 blanques peó · a2 blanques peó · e2 blanques dama · f2 blanques peó · g2 blanques peó · h2 blanques peó · g1 blanques rei | d8 negres torre · g8 negres rei · a7 negres peó · f7 negres peó · g7 negres peó · h7 negres peó · b6 negres dama · c3 blanques torre · e3 blanques peó · a2 blanques peó · e2 blanques dama · f2 blanques peó · g2 blanques peó · h2 blanques peó · g1 blanques rei | d8 negres torre · g8 negres rei · a7 negres peó · f7 negres peó · g7 negres peó · h7 negres peó · b6 negres dama · c3 blanques torre · e3 blanques peó · a2 blanques peó · e2 blanques dama · f2 blanques peó · g2 blanques peó · h2 blanques peó · g1 blanques rei | d8 negres torre · g8 negres rei · a7 negres peó · f7 negres peó · g7 negres peó · h7 negres peó · b6 negres dama · c3 blanques torre · e3 blanques peó · a2 blanques peó · e2 blanques dama · f2 blanques peó · g2 blanques peó · h2 blanques peó · g1 blanques rei | d8 negres torre · g8 negres rei · a7 negres peó · f7 negres peó · g7 negres peó · h7 negres peó · b6 negres dama · c3 blanques torre · e3 blanques peó · a2 blanques peó · e2 blanques dama · f2 blanques peó · g2 blanques peó · h2 blanques peó · g1 blanques rei | d8 negres torre · g8 negres rei · a7 negres peó · f7 negres peó · g7 negres peó · h7 negres peó · b6 negres dama · c3 blanques torre · e3 blanques peó · a2 blanques peó · e2 blanques dama · f2 blanques peó · g2 blanques peó · h2 blanques peó · g1 blanques rei | 7 |
| 6 | d8 negres torre · g8 negres rei · a7 negres peó · f7 negres peó · g7 negres peó · h7 negres peó · b6 negres dama · c3 blanques torre · e3 blanques peó · a2 blanques peó · e2 blanques dama · f2 blanques peó · g2 blanques peó · h2 blanques peó · g1 blanques rei | d8 negres torre · g8 negres rei · a7 negres peó · f7 negres peó · g7 negres peó · h7 negres peó · b6 negres dama · c3 blanques torre · e3 blanques peó · a2 blanques peó · e2 blanques dama · f2 blanques peó · g2 blanques peó · h2 blanques peó · g1 blanques rei | d8 negres torre · g8 negres rei · a7 negres peó · f7 negres peó · g7 negres peó · h7 negres peó · b6 negres dama · c3 blanques torre · e3 blanques peó · a2 blanques peó · e2 blanques dama · f2 blanques peó · g2 blanques peó · h2 blanques peó · g1 blanques rei | d8 negres torre · g8 negres rei · a7 negres peó · f7 negres peó · g7 negres peó · h7 negres peó · b6 negres dama · c3 blanques torre · e3 blanques peó · a2 blanques peó · e2 blanques dama · f2 blanques peó · g2 blanques peó · h2 blanques peó · g1 blanques rei | d8 negres torre · g8 negres rei · a7 negres peó · f7 negres peó · g7 negres peó · h7 negres peó · b6 negres dama · c3 blanques torre · e3 blanques peó · a2 blanques peó · e2 blanques dama · f2 blanques peó · g2 blanques peó · h2 blanques peó · g1 blanques rei | d8 negres torre · g8 negres rei · a7 negres peó · f7 negres peó · g7 negres peó · h7 negres peó · b6 negres dama · c3 blanques torre · e3 blanques peó · a2 blanques peó · e2 blanques dama · f2 blanques peó · g2 blanques peó · h2 blanques peó · g1 blanques rei | d8 negres torre · g8 negres rei · a7 negres peó · f7 negres peó · g7 negres peó · h7 negres peó · b6 negres dama · c3 blanques torre · e3 blanques peó · a2 blanques peó · e2 blanques dama · f2 blanques peó · g2 blanques peó · h2 blanques peó · g1 blanques rei | d8 negres torre · g8 negres rei · a7 negres peó · f7 negres peó · g7 negres peó · h7 negres peó · b6 negres dama · c3 blanques torre · e3 blanques peó · a2 blanques peó · e2 blanques dama · f2 blanques peó · g2 blanques peó · h2 blanques peó · g1 blanques rei | 6 |
| 5 | d8 negres torre · g8 negres rei · a7 negres peó · f7 negres peó · g7 negres peó · h7 negres peó · b6 negres dama · c3 blanques torre · e3 blanques peó · a2 blanques peó · e2 blanques dama · f2 blanques peó · g2 blanques peó · h2 blanques peó · g1 blanques rei | d8 negres torre · g8 negres rei · a7 negres peó · f7 negres peó · g7 negres peó · h7 negres peó · b6 negres dama · c3 blanques torre · e3 blanques peó · a2 blanques peó · e2 blanques dama · f2 blanques peó · g2 blanques peó · h2 blanques peó · g1 blanques rei | d8 negres torre · g8 negres rei · a7 negres peó · f7 negres peó · g7 negres peó · h7 negres peó · b6 negres dama · c3 blanques torre · e3 blanques peó · a2 blanques peó · e2 blanques dama · f2 blanques peó · g2 blanques peó · h2 blanques peó · g1 blanques rei | d8 negres torre · g8 negres rei · a7 negres peó · f7 negres peó · g7 negres peó · h7 negres peó · b6 negres dama · c3 blanques torre · e3 blanques peó · a2 blanques peó · e2 blanques dama · f2 blanques peó · g2 blanques peó · h2 blanques peó · g1 blanques rei | d8 negres torre · g8 negres rei · a7 negres peó · f7 negres peó · g7 negres peó · h7 negres peó · b6 negres dama · c3 blanques torre · e3 blanques peó · a2 blanques peó · e2 blanques dama · f2 blanques peó · g2 blanques peó · h2 blanques peó · g1 blanques rei | d8 negres torre · g8 negres rei · a7 negres peó · f7 negres peó · g7 negres peó · h7 negres peó · b6 negres dama · c3 blanques torre · e3 blanques peó · a2 blanques peó · e2 blanques dama · f2 blanques peó · g2 blanques peó · h2 blanques peó · g1 blanques rei | d8 negres torre · g8 negres rei · a7 negres peó · f7 negres peó · g7 negres peó · h7 negres peó · b6 negres dama · c3 blanques torre · e3 blanques peó · a2 blanques peó · e2 blanques dama · f2 blanques peó · g2 blanques peó · h2 blanques peó · g1 blanques rei | d8 negres torre · g8 negres rei · a7 negres peó · f7 negres peó · g7 negres peó · h7 negres peó · b6 negres dama · c3 blanques torre · e3 blanques peó · a2 blanques peó · e2 blanques dama · f2 blanques peó · g2 blanques peó · h2 blanques peó · g1 blanques rei | 5 |
| 4 | d8 negres torre · g8 negres rei · a7 negres peó · f7 negres peó · g7 negres peó · h7 negres peó · b6 negres dama · c3 blanques torre · e3 blanques peó · a2 blanques peó · e2 blanques dama · f2 blanques peó · g2 blanques peó · h2 blanques peó · g1 blanques rei | d8 negres torre · g8 negres rei · a7 negres peó · f7 negres peó · g7 negres peó · h7 negres peó · b6 negres dama · c3 blanques torre · e3 blanques peó · a2 blanques peó · e2 blanques dama · f2 blanques peó · g2 blanques peó · h2 blanques peó · g1 blanques rei | d8 negres torre · g8 negres rei · a7 negres peó · f7 negres peó · g7 negres peó · h7 negres peó · b6 negres dama · c3 blanques torre · e3 blanques peó · a2 blanques peó · e2 blanques dama · f2 blanques peó · g2 blanques peó · h2 blanques peó · g1 blanques rei | d8 negres torre · g8 negres rei · a7 negres peó · f7 negres peó · g7 negres peó · h7 negres peó · b6 negres dama · c3 blanques torre · e3 blanques peó · a2 blanques peó · e2 blanques dama · f2 blanques peó · g2 blanques peó · h2 blanques peó · g1 blanques rei | d8 negres torre · g8 negres rei · a7 negres peó · f7 negres peó · g7 negres peó · h7 negres peó · b6 negres dama · c3 blanques torre · e3 blanques peó · a2 blanques peó · e2 blanques dama · f2 blanques peó · g2 blanques peó · h2 blanques peó · g1 blanques rei | d8 negres torre · g8 negres rei · a7 negres peó · f7 negres peó · g7 negres peó · h7 negres peó · b6 negres dama · c3 blanques torre · e3 blanques peó · a2 blanques peó · e2 blanques dama · f2 blanques peó · g2 blanques peó · h2 blanques peó · g1 blanques rei | d8 negres torre · g8 negres rei · a7 negres peó · f7 negres peó · g7 negres peó · h7 negres peó · b6 negres dama · c3 blanques torre · e3 blanques peó · a2 blanques peó · e2 blanques dama · f2 blanques peó · g2 blanques peó · h2 blanques peó · g1 blanques rei | d8 negres torre · g8 negres rei · a7 negres peó · f7 negres peó · g7 negres peó · h7 negres peó · b6 negres dama · c3 blanques torre · e3 blanques peó · a2 blanques peó · e2 blanques dama · f2 blanques peó · g2 blanques peó · h2 blanques peó · g1 blanques rei | 4 |
| 3 | d8 negres torre · g8 negres rei · a7 negres peó · f7 negres peó · g7 negres peó · h7 negres peó · b6 negres dama · c3 blanques torre · e3 blanques peó · a2 blanques peó · e2 blanques dama · f2 blanques peó · g2 blanques peó · h2 blanques peó · g1 blanques rei | d8 negres torre · g8 negres rei · a7 negres peó · f7 negres peó · g7 negres peó · h7 negres peó · b6 negres dama · c3 blanques torre · e3 blanques peó · a2 blanques peó · e2 blanques dama · f2 blanques peó · g2 blanques peó · h2 blanques peó · g1 blanques rei | d8 negres torre · g8 negres rei · a7 negres peó · f7 negres peó · g7 negres peó · h7 negres peó · b6 negres dama · c3 blanques torre · e3 blanques peó · a2 blanques peó · e2 blanques dama · f2 blanques peó · g2 blanques peó · h2 blanques peó · g1 blanques rei | d8 negres torre · g8 negres rei · a7 negres peó · f7 negres peó · g7 negres peó · h7 negres peó · b6 negres dama · c3 blanques torre · e3 blanques peó · a2 blanques peó · e2 blanques dama · f2 blanques peó · g2 blanques peó · h2 blanques peó · g1 blanques rei | d8 negres torre · g8 negres rei · a7 negres peó · f7 negres peó · g7 negres peó · h7 negres peó · b6 negres dama · c3 blanques torre · e3 blanques peó · a2 blanques peó · e2 blanques dama · f2 blanques peó · g2 blanques peó · h2 blanques peó · g1 blanques rei | d8 negres torre · g8 negres rei · a7 negres peó · f7 negres peó · g7 negres peó · h7 negres peó · b6 negres dama · c3 blanques torre · e3 blanques peó · a2 blanques peó · e2 blanques dama · f2 blanques peó · g2 blanques peó · h2 blanques peó · g1 blanques rei | d8 negres torre · g8 negres rei · a7 negres peó · f7 negres peó · g7 negres peó · h7 negres peó · b6 negres dama · c3 blanques torre · e3 blanques peó · a2 blanques peó · e2 blanques dama · f2 blanques peó · g2 blanques peó · h2 blanques peó · g1 blanques rei | d8 negres torre · g8 negres rei · a7 negres peó · f7 negres peó · g7 negres peó · h7 negres peó · b6 negres dama · c3 blanques torre · e3 blanques peó · a2 blanques peó · e2 blanques dama · f2 blanques peó · g2 blanques peó · h2 blanques peó · g1 blanques rei | 3 |
| 2 | d8 negres torre · g8 negres rei · a7 negres peó · f7 negres peó · g7 negres peó · h7 negres peó · b6 negres dama · c3 blanques torre · e3 blanques peó · a2 blanques peó · e2 blanques dama · f2 blanques peó · g2 blanques peó · h2 blanques peó · g1 blanques rei | d8 negres torre · g8 negres rei · a7 negres peó · f7 negres peó · g7 negres peó · h7 negres peó · b6 negres dama · c3 blanques torre · e3 blanques peó · a2 blanques peó · e2 blanques dama · f2 blanques peó · g2 blanques peó · h2 blanques peó · g1 blanques rei | d8 negres torre · g8 negres rei · a7 negres peó · f7 negres peó · g7 negres peó · h7 negres peó · b6 negres dama · c3 blanques torre · e3 blanques peó · a2 blanques peó · e2 blanques dama · f2 blanques peó · g2 blanques peó · h2 blanques peó · g1 blanques rei | d8 negres torre · g8 negres rei · a7 negres peó · f7 negres peó · g7 negres peó · h7 negres peó · b6 negres dama · c3 blanques torre · e3 blanques peó · a2 blanques peó · e2 blanques dama · f2 blanques peó · g2 blanques peó · h2 blanques peó · g1 blanques rei | d8 negres torre · g8 negres rei · a7 negres peó · f7 negres peó · g7 negres peó · h7 negres peó · b6 negres dama · c3 blanques torre · e3 blanques peó · a2 blanques peó · e2 blanques dama · f2 blanques peó · g2 blanques peó · h2 blanques peó · g1 blanques rei | d8 negres torre · g8 negres rei · a7 negres peó · f7 negres peó · g7 negres peó · h7 negres peó · b6 negres dama · c3 blanques torre · e3 blanques peó · a2 blanques peó · e2 blanques dama · f2 blanques peó · g2 blanques peó · h2 blanques peó · g1 blanques rei | d8 negres torre · g8 negres rei · a7 negres peó · f7 negres peó · g7 negres peó · h7 negres peó · b6 negres dama · c3 blanques torre · e3 blanques peó · a2 blanques peó · e2 blanques dama · f2 blanques peó · g2 blanques peó · h2 blanques peó · g1 blanques rei | d8 negres torre · g8 negres rei · a7 negres peó · f7 negres peó · g7 negres peó · h7 negres peó · b6 negres dama · c3 blanques torre · e3 blanques peó · a2 blanques peó · e2 blanques dama · f2 blanques peó · g2 blanques peó · h2 blanques peó · g1 blanques rei | 2 |
| 1 | d8 negres torre · g8 negres rei · a7 negres peó · f7 negres peó · g7 negres peó · h7 negres peó · b6 negres dama · c3 blanques torre · e3 blanques peó · a2 blanques peó · e2 blanques dama · f2 blanques peó · g2 blanques peó · h2 blanques peó · g1 blanques rei | d8 negres torre · g8 negres rei · a7 negres peó · f7 negres peó · g7 negres peó · h7 negres peó · b6 negres dama · c3 blanques torre · e3 blanques peó · a2 blanques peó · e2 blanques dama · f2 blanques peó · g2 blanques peó · h2 blanques peó · g1 blanques rei | d8 negres torre · g8 negres rei · a7 negres peó · f7 negres peó · g7 negres peó · h7 negres peó · b6 negres dama · c3 blanques torre · e3 blanques peó · a2 blanques peó · e2 blanques dama · f2 blanques peó · g2 blanques peó · h2 blanques peó · g1 blanques rei | d8 negres torre · g8 negres rei · a7 negres peó · f7 negres peó · g7 negres peó · h7 negres peó · b6 negres dama · c3 blanques torre · e3 blanques peó · a2 blanques peó · e2 blanques dama · f2 blanques peó · g2 blanques peó · h2 blanques peó · g1 blanques rei | d8 negres torre · g8 negres rei · a7 negres peó · f7 negres peó · g7 negres peó · h7 negres peó · b6 negres dama · c3 blanques torre · e3 blanques peó · a2 blanques peó · e2 blanques dama · f2 blanques peó · g2 blanques peó · h2 blanques peó · g1 blanques rei | d8 negres torre · g8 negres rei · a7 negres peó · f7 negres peó · g7 negres peó · h7 negres peó · b6 negres dama · c3 blanques torre · e3 blanques peó · a2 blanques peó · e2 blanques dama · f2 blanques peó · g2 blanques peó · h2 blanques peó · g1 blanques rei | d8 negres torre · g8 negres rei · a7 negres peó · f7 negres peó · g7 negres peó · h7 negres peó · b6 negres dama · c3 blanques torre · e3 blanques peó · a2 blanques peó · e2 blanques dama · f2 blanques peó · g2 blanques peó · h2 blanques peó · g1 blanques rei | d8 negres torre · g8 negres rei · a7 negres peó · f7 negres peó · g7 negres peó · h7 negres peó · b6 negres dama · c3 blanques torre · e3 blanques peó · a2 blanques peó · e2 blanques dama · f2 blanques peó · g2 blanques peó · h2 blanques peó · g1 blanques rei | 1 |
|   | a | b | c | d | e | f | g | h |   |

Una de les partides més conegudes de José Raúl Capablanca inclou diverses amenaces de mat del passadís. Fou una partida amistosa d'exhibició jugada a Moscou el 1914 contra Ossip Bernstein (Capablanca conduïa les negres). La posició mostrada a la dreta fou assolida després del 29è moviment de les blanques. Capablanca va fer en aquest moment 29...Db2!, quan 30.Dxb2 no és possible a causa del mat a la primera fila, 30...Td1#, però hi ha diverses altres idees relacionades: per exemple, 30.De1, aparentment defensant la torre amenaçada, perd per 30...Dxc3 (si 31.Dxc3 llavors ...Td1+ 32.De1 Txe1#); 30.Tc2 falla per 30...Db1+ 31.df1 Dxc2; i 30.Dc2 perd per 30...Da1+ 31.Dc1 Td1+ 32.Dxd1 Dxd1#, o 30...Dxc2 31.Txc2 Td1#. Després de 30.Tc8 sembla que les blanques assoliran les taules, ja que 30...Txc8? permet 31.Dxb2 que guanyaria la dama per una torre; però en Capablanca disposa de 30...Da1+ (o Db1+) i les blanques perden una torre després de 31.Df1 Dxf1+ 32.Rxf1 Txc8.
Cal destacar que si en Capablanca hagués jugat més directament pel mat del passadís, amb 29...Db1+ 30.Df1 Td1?? (30...Dxa2 seria més sensible), hauria pogut perdre ell mateix pel mat de la primera fila, ja que 31.Tc8+ Td8 32.Txd8#.